# لوسیانا پدرازا
لوسیانا پدرازا (به انگلیسی: Luciana Pedraza)، (نام دیگر: لوسیانا دووال) یک بازیگر و کارگردان آرژانتینی است. او همسر رابرت دووال بازیگر آمریکایی است. او در فیلم اسب‌های وحشی ایفای نقش نموده‌است.